# Antoni Karol Oktawian du Bouzet
Antoni Karol Oktawian du Bouzet, fr. Antoine-Charles-Octavien du Bouzet (ur. 1739 w Bivès, zm. 2 września 1792 w Saint-Germain-des-Prés) – francuski duchowny, błogosławiony Kościoła katolickiego.
Pochodzący z rodziny szlacheckiej duchowny w 1771 roku został mianowany wikariusza generalnego w Reims. Pełnił obowiązki opata komendatoryjnego w Châlons-sur-Marne. Gdy w rewolucyjnej Francji nasiliło się prześladowanie duchownych, w sierpniu 1792 został uwięziony w opactwie Saint-Germain-des-Prés. Zginął z rąk tłumu, który wcześniej wymordował przewożonych z merostwa do opactwa więźniów, w czasie masakr wrześniowych.
Antoni Karol Oktawian du Bouzet został beatyfikowany 17 października 1926 wraz z 190 innymi męczennikami francuskimi przez papieża Piusa XI.